# 見るなの座敷
見るなの座敷（みるなのざしき）は、日本の民話の類型の一種。別称「ウグイス長者」「見るなの宿」「見るなの花座敷（みるなのはなざしき）」「鶯浄土（うぐいすじょうど）」「鶯内裏（うぐいすだいり）」。

## あらすじ
昔、ある男が山奥で迷っていると、一軒の大きな家があった。一晩泊まらせてもらおうと思い、足を踏み入れ宿を求めた。
綺麗な女が出迎え、酒や御馳走を用意してくれ大いに歓迎された。居心地がよくなった男は、女の許すままに長居するようになった。
後に女は「ここには13の座敷がありますが、決して13番目の座敷には入ってはいけませんよ」と言い残して外出した。
男は障子を開け、それぞれの座敷に入ってみた。どの座敷も美しい景色が広がっていた。
最後に13番目の座敷が残されたが、男はどうしても見たくなり、障子を開けた。
そこでは春爛漫の景色が広がり、ウグイスが鳴いていた。だが、一鳴きで鳴くのを止め、どこかに飛び去ってしまった。
すると全てが一瞬で消え去り、あとには家もなく、男は何もない森の中で立ち尽くすだけだった。女は飛び去ったウグイスの化身であったのだ。

## 解説
東日本に多く分布する話だが、あらすじには土地ごとに若干の差異がある。上記のものは越後地方で最も一般的な話であり、これが原型とされる。この原型のほかにもう一つの系統の話として、男は最後まで約束を守って礼を得て帰り、話を聞きつけた隣家の者がその家へ行くが、約束を破ったために失敗するとの話がある。これは「花咲か爺」「舌切り雀」などの類例にも見られるような、善人の行いを真似た者が失敗する昔話として「隣の爺」と総称される系統の話である。原型の話と「隣の爺」型の話との関連性は不明だが、國學院大學講師・大島広志は、単純構造である前者の方を古くからあるものと推測している。
座敷ではなく蔵とする話や、男が禁じられた座敷を覗いた後、外出から帰って来た女が禁を犯したことを責め、ウグイスとなって飛び去ったとする話などのバリエーションもある。ウグイスの命を救った男が、その礼に家に招かれるという動物報恩譚の形式をとるものもある。古くは平安末期の説話集『今昔物語集』に「東三条ノ内ノ神、僧ニ恩ヲ報ゼル語」と題し、禁じられた場所を僧が覗いたところ、そこには美しい景色があったという話が述べられているが、その続きは欠文となっているため、結末は明らかになっていない。
また、この話のように禁じられた場所に立ち入ったために悲劇の訪れる話の類型を「見るなのタブー」ともいう。これは「鶴女房」「蛇女房」など多くの異類婚姻譚の類型でもあるが、「見るなの座敷」も女の正体がウグイスと明かされることで悲劇が訪れるため、異類婚姻譚の要素も込められているとする解釈もある。
中国の小説『枕中記』には、ある者が体験した長い人生がすべて一時の夢に過ぎなかったという話があり、これに由来して人生の栄枯盛衰のはかなさを指す「邯鄲の夢（かんたんのゆめ）」という故事成語があるが、「見るなの座敷」もまた、長い出来事が夢に過ぎなかったという点で「邯鄲の夢」を踏襲しているとの指摘もある。
ユング心理学では、見る側が意識、見られる側が無意識を象徴しており、普段隠している無意識を意識がのぞきこむことを表現している、と分析する。